# Mount Dort
Mount Dort är ett berg i Antarktis. Det ligger i Västantarktis. Nya Zeeland gör anspråk på området. Toppen på Mount Dort är 2 250 meter över havet.
Terrängen runt Mount Dort är varierad. Trakten är obefolkad. Det finns inga samhällen i närheten. 